# 이와노야촌
이와노야촌(일본어: 岩野谷村)은 일본 군마현 우스이군에 설치되었던 촌이다.